# Дані Бахар
Дані Бахар (тур. Dany Bahar) — швейцарський бізнесмен турецького походження та засновник роздрібної торгівлі розкішними автомобілями ARES. Його участь в автомобільній та мотоспортивній індустрії почалася в Red Bull, де з 2003 по 2007 рік він керував запуском команд Формули-1 Red Bull Racing і Scuderia Toro Rosso. З 2007 по 2009 рік він був старшим віце-президентом з комерційних питань і брендів у Ferrari, після чого став генеральним директором Group Lotus. Цей термін закінчився в 2012 році після поглинання материнської компанії. У 2012 році він заснував ARES, італійську компанію, що модифікує високопродуктивні автомобілі.

## Молодість і освіта
Дані Бахар народився в Стамбулі, Туреччина, у 1971 році та виріс у швейцарському гірськолижному селищі Сільваплана, поблизу кордону з Італією. Він вивчав маркетинг у Kaufmännische Handelsschule (комерційна школа) у Вільі, Швейцарія.

## Кар'єра

### Рання кар'єра
Дені Бахар розпочав свою кар'єру як спортивний маркетолог у Coni Altherr, швейцарській компанії з роликових ковзанів і засновнику Swiss Inline Cup.Пізніше він переїхав до Риму, де працював у Сабатіно Араку, президента Міжнародної федерації роликового спорту. У 2001 році, після деякого часу в Дубаї в якості координатора проекту в ІТ-фірмі, він два роки працював менеджером активів у Фріца Кайзера, підприємця з управління капіталом у Вадуці, Ліхтенштейн.

### Red Bull
Працюючи на Фріца Кайзера, Дані Бахар познайомився з Дітріхом Матешицем, австрійським співзасновником Red Bull і партнером Kaiser. Згодом він працював з Дітріхом Матешицем у Red Bull, відповідальним за її вихід у Формулу-1 із запуском Red Bull Racing і Scuderia Toro Rosso, а також у американську NASCAR.Окрім автоперегонів, Дені Бахар також керував купівлею Red Bull футбольних клубів у Зальцбурзі, Нью-Йорку та Гані в серії придбань, у результаті яких New York MetroStars перейменували в New York Red Bulls. Він був головним операційним директором Red Bull з 2003 по 2007 рік.

### Феррарі
Під час переговорів щодо постачання двигунів Ferrari для Red Bull Racing у 2006 році Дені Бахар вступив у контакт зі своїми колегами з Ferrari. У 2007 році його найняли на посаду старшого віце-президента з комерційних питань і брендів, очоливши новий глобальний відділ брендів виробника. У цій ролі він реалізував ліцензійну та мерчандайзингову кампанію та розширив кількість роздрібних магазинів Ferrari.

### Лотос
На Женевському автосалоні 2009 року до нього звернувся малайзійський автовиробник Proton — власник британського виробника Lotus, який працював зі збитками протягом 15 років. У жовтні того ж року він став генеральним директором Group Lotus і запустив п'ятирічний план, спрямований на ринки, що розвиваються, такі як Китай.На Паризькому автосалоні 2010 року Lotus представила п'ять нових автомобілів, намагаючись відійти від своєї низькорентабельної моделі та перейти до елітних конкурентів Ferrari, Aston Martin і Porsche. Пізніше того ж року Lotus повернувся до Формули-1, перезапустивши команду Renault F1 під назвою Lotus Renault GP. У 2011 році Lotus відкрив свій перший виставковий зал у Пекіні, пропонуючи чотири купе.
Після внутрішнього розслідування на тлі звинувачень у нецільовому використанні коштів компанії для надмірних витрат, Бахар був звільнений з посади генерального директора в червні 2012 року. У серпні того ж року він подав до суду на DRB і Lotus на 6,7 мільйона фунтів стерлінгів, стверджуючи, що Lotus звільнила його, щоб уникнути сплати п'яти відсотків вартості компанії, яка йому належала в результаті нещодавнього придбання компанії DRB-Hicom. Пізніше Lotus подав до суду на Бахара на 2,5 мільйона фунтів стерлінгів, намагаючись повернути частину витрачених грошей. У травні 2014 року було досягнуто позасудового врегулювання.

### АРЕС
У 2014 році Дані Бахар заснував ARES — автомобільний салон Модені, який спеціалізується на обвісах, модернізації інтер'єру, а також покращенні продуктивності та потужності.

## Особисте життя
Дені Бахар живе в Дубаї та одружений, має трьох дітей.